# Амдуни, Зеки
Мохаме́д Зеки́ Амдуни́ (фр. Mohamed Zeki Amdouni; род. 4 декабря 2000, Женева) — швейцарский футболист, нападающий английского клуба «Бернли» и сборной Швейцарии. Выступает на правах аренды за лиссабонскую «Бенфику». Участник чемпионата Европы 2024.

## Клубная карьера
Выступал за молодёжные футбольные команды «Серветт», «Мейрин» и «Этуаль Каруж». Летом 2019 года перешёл в клуб «Лозанна Уши», выступающий в Челлендж-лиге.
9 июня 2021 года был отправлен в первую команду швейцарской Суперлиги «Лозанна» на сезон 2021/22. 24 июля 2021 года дебютировал за «Лозанну», выйдя в стартовом составе в матче Суперлиги против «Санкт-Галлена». 14 августа забил свой первый гол за «Лозанну» в матче 1/32 финала Кубка Швейцарии против «Эчиченса». 22 августа отличился дебютным голом в Суперлиге, поразив ворота «Базеля». В своем первом сезоне в Суперлиге забил 12 голов в 34 играх за «Лозанну», которая по итогам выбыла в Челлендж-лигу. Кроме того забил 3 гола в 4 матчах Кубка Швейцарии.
24 июня 2022 года перешёл в «Базель» на правах аренды на два года с опцией права выкупа. 16 июля 2022 года дебютировал за «Базель» в матче Суперлиги пролив «Винтертура». 21 июля дебютировал в еврокубках за «Базель» в матче второго квалификационного раунда Лиги конференций УЕФА 2022/23 против «Крусейдерс». Свой первый гол за команду забил 28 августа в матче Суперлиги в ворота «Цюриха».

## Карьера в сборной
В 2019 году выступал за сборную Швейцарии до 20 лет. В 2021 году начал играть за сборную Турции до 21 года, после чего начал выступать уже за сборную Швейцарии до 21 года в отборочных матчах к чемпионату Европы среди молодёжных команд 2023.
В июне 2022 года был впервые вызван в основную сборную Швейцарии для участия в матчах Лиги наций УЕФА 2022/23 против сборных Чехии и Португалии. В матче с Португалией остался в запасе и на поле не вышел. 25 сентября главный тренер сборной Мурат Якин вызвал Амдуни в качестве дозаявки на матч последнего тура Лиги наций УЕФА 2022/23 против команды Чехии. 27 сентября дебютировал за сборную Швейцарии в игре против Чехии, выйдя на замену Рубену Варгасу.

## Личная жизнь
Родился в Женеве (Швейцария), отец — турок, а мать родом из Туниса.

## Статистика выступлений

### Клубная статистика
| Выступление      | Выступление           | Выступление      | Лига | Лига | Кубок | Кубок | Еврокубки | Еврокубки | Итого | Итого |
| Клуб             | Лига                  | Сезон            | Игры | Голы | Игры  | Голы  | Игры      | Голы      | Игры  | Голы  |
| ---------------- | --------------------- | ---------------- | ---- | ---- | ----- | ----- | --------- | --------- | ----- | ----- |
| Этуаль (Каруж)   | Первая лига Промоушен | 2017/18          | 13   | 4    | 1     | 0     | —         | —         | 14    | 4     |
| Этуаль (Каруж)   | Первая лига Промоушен | 2018/19          | 25   | 10   | 2     | 2     | —         | —         | 27    | 12    |
| Этуаль (Каруж)   | Итого                 | Итого            | 38   | 14   | 3     | 2     | —         | —         | 41    | 16    |
| Лозанна Уши      | Челлендж-лига         | 2019/20          | 24   | 3    | 2     | 1     | —         | —         | 26    | 4     |
| Лозанна Уши      | Челлендж-лига         | 2020/21          | 32   | 11   | 1     | 0     | —         | —         | 33    | 11    |
| Лозанна Уши      | Итого                 | Итого            | 56   | 14   | 3     | 1     | —         | —         | 59    | 15    |
| Лозанна          | Суперлига             | 2021/22          | 34   | 12   | 3     | 3     | —         | —         | 37    | 15    |
| Лозанна          | Итого                 | Итого            | 34   | 12   | 4     | 3     | —         | —         | 38    | 15    |
| Базель           | Суперлига             | → 2022/23        | 32   | 12   | 3     | 3     | 17        | 7         | 52    | 22    |
| Базель           | Суперлига             | 2023/24          | —    | —    | —     | —     | —         | —         | 0     | 0     |
| Базель           | Итого                 | Итого            | 32   | 12   | 3     | 3     | 17        | 7         | 52    | 22    |
| Бернли           | Премьер-лига          | 2023/24          | —    | —    | —     | —     | —         | —         | 0     | 0     |
| Бернли           | Итого                 | Итого            | —    | —    | —     | —     | —         | —         | 0     | 0     |
| Всего за карьеру | Всего за карьеру      | Всего за карьеру | 160  | 52   | 13    | 9     | 17        | 7         | 190   | 68    |

### Международная статистика
| Сборная          | Сезон            | Товарищеские | Товарищеские | Официальные | Официальные | Итого | Итого |
| Сборная          | Сезон            | Игры         | Голы         | Игры        | Голы        | Игры  | Голы  |
| ---------------- | ---------------- | ------------ | ------------ | ----------- | ----------- | ----- | ----- |
| Швейцария        |                  |              |              |             |             |       |       |
| 2022             | 0                | 0            | 1            | 0           | 1           | 0     |       |
| 2023             | 0                | 0            | 4            | 5           | 4           | 5     |       |
| Всего за карьеру | Всего за карьеру | 0            | 0            | 5           | 5           | 5     | 5     |

### Матчи за сборную
| № | Дата             | Оппонент | Счёт | Голы | Карточки | Минуты | Соревнование                |
| - | ---------------- | -------- | ---- | ---- | -------- | ------ | --------------------------- |
| 1 | 27 сентября 2022 | Чехия    | 2:1  | —    | —        | 11'    | Лига наций УЕФА 2022/23     |
| 2 | 25 марта 2023    | Беларусь | 5:0  | 1    | —        | 32'    | Отборочный турнир — ЧЕ 2024 |
| 3 | 28 марта 2023    | Израиль  | 3:0  | 1    | —        | 68'    | Отборочный турнир — ЧЕ 2024 |
| 4 | 16 июня 2023     | Андорра  | 2:1  | 1    | —        | 61'    | Отборочный турнир — ЧЕ 2024 |
| 5 | 19 июня 2023     | Румыния  | 2:2  | 2    | —        | 59'    | Отборочный турнир — ЧЕ 2024 |

Итого: 5 матч / 5 голов; 4 победа, 1 ничьих, 0 поражений.